# Мовсесян, Рафаел Акопович
Рафаел (Рафаэл, Рафаэль) Акопович Мовсесян (арм. Ռաֆայել Հակոբի Մովսեսյան; 1925—2002) — советский и армянский учёный в области геодезии, доктор технических наук, профессор, член-корреспондент АН АрмССР (1986), действительный член Академии наук Армении (1996). Ректор Ереванского политехнического института (1980—1988). Лауреат Государственной премии Армянской ССР (1986).

## Биография
Родился 10 января 1925 года в Саратове в семье врачей.
С 1942 по 1947 год обучался на автодорожном факультете Ереванского политехнического института, который окончил с отличием. С 1951 по 1954 год обучался в аспирантуре Московского института инженеров землеустройства. С 1953 по 1954 год на педагогической работе в Армянском сельскохозяйственном институте в качестве исполняющего обязанностей заведующего кафедры геодезии.
С 1947 года на научно-исследовательской и педагогической работе в Ереванском политехническом институте в должности старшего лаборанта кафедры геодезии, с 1954 года — преподаватель, старший преподаватель и заведующий кафедрой инженерной геодезии, с 1970 по 2002 год — организатор и бессменный руководитель проблемной лаборатории высокоточных геодезических измерений и одновременно с 1978 по 1980 год — проректор по учебной работе, с 1980 по 1988 год — ректор этого института. В 1983 году за развитие научно-исследовательских работ и подготовку высококвалифицированных специалистов этот институт под руководством Р. А. Мовсесяна был награждён орденом Трудового Красного Знамени.
С 1989 года на педагогической работе в Ереванском государственном университете архитектуры и строительства в должности профессора кафедры инженерной геодези и научного руководителя проблемной лаборатории этого университета.

### Научно-педагогическая деятельность и вклад в науку
Основная научно-педагогическая деятельность Р. А. Мовсесяна была связана с вопросами в области геодезии и автоматизации геодезических точных измерений, занимался исследованиями в области деформации точек Земной коры, прогнозов землетрясений и разработки дальних светоизмерительных приборов высокой точности и создания высокоточных лазерных дальномеров, в последующем внедрённые в практику. Под руководством Р. А. Мовсесяна был создан новый метод гидродинамического нивелирования, на основе этого метода были созданы высокопроизводительные системы для автоматического определения с высокой точностью осадок важных узлов, которые были внедрены на атомных станциях и крупных гидротехнических сооружениях. Р. А. Мовсесян являлся — представителем Армении по геодезии в Международной ассоциации геодезии, членом Секции геодезии, аэрофотосъемки и картографии Научно-технического совета и научно-методического совета по специальности инженерная геодезия Министерства высшего и средне-специального образования СССР, избирался — действительным членом РАЕН.
В 1954 году защитил кандидатскую диссертацию, в 1977 году защитил докторскую диссертацию на соискание учёной степени доктор технических наук по теме: «Разработка и исследования геодезических методов и приборов для автоматизации планово-высотных измерений при строительстве и монтаже специальных сооружений». В 1978 году ВАК СССР ему присвоено учёное звание профессор. В 1986 году он был избран член-корреспондентом АН АрмССР, в 1996 году — действительным членом НАН Армении. Р. А. Мовсесяном было написано более ста пятидесяти научных работ в том числе монографий и семидесяти авторских свидетельств на изобретения, под его руководством было подготовлено около двух докторских и двенадцать кандидатских диссертаций.

### Общественно-политическая работа
Помимо основной деятельности Р. А. Мовсесян являлся — членом ЦК КП Армении и депутатом Верховного Совета Армянской ССР.
Скончался 5 октября 2002 года в Ереване.

## Награды и звания
- Орден Трудового Красного Знамени
- Государственная премия Армянской ССР (1986 — «За создание метода гидродинамического нивелирования»)[3][2]